# Jean-Marc Furlan
Jean-Marc Furlan (nacido el 20 de noviembre de 1957 en Sainte-Foy-la-Grande) es un ex futbolista y entrenador de fútbol francés. Actualmente está libre tras dejar el SM Caen de la Ligue 2.

## Biografía

### Como jugador
En su etapa como jugador profesional, pasó por algunos de los equipos históricos del fútbol francés, como el Girondins de Burdeos y el Olympique de Lyon. Ocupaba la demarcación de defensa central y jugó 420 partidos y marcó 10 goles entre 1975 y 1993.

### Como entrenador
AS Libourne
Como técnico, se inició en las categorías inferiores del AS Libourne en 1993. Logró llevar al primer equipo de la CFA2 al Championnat National en sólo 4 años.
Troyes
En 2004, fue contratado por el Troyes AC. Su primera experiencia en un banquillo del fútbol profesional fue un éxito, ya que ascendió a la Ligue 1. Sin embargo, sólo pudo mantener al equipo en la máxima categoría dos años.
Estrasburgo
Firmó por el Estrasburgo en 2007, sin poder salvarlo del descenso a la Ligue 2. Continuaría al mando del equipo una temporada más.
FC Nantes
Durante algunas semanas de la temporada 2009-10, dirigió al FC Nantes en la división de plata. Logró 2 victorias, un empate y 6 derrotas antes de ser despedido.
Troyes
En junio de 2010, regresó al Troyes AC. Dos años después, volvió a ascender al equipo a la Ligue 1, contando con el 12.º presupuesto de la categoría. Descendió nuevamente en la temporada 2012-13, pero destacó al llegar a semifinales de la Copa de Francia. 
En 2015, consiguió su tercer ascenso a la máxima categoría con el Troyes, además de proclamarse campeón de la Ligue 2 por primera vez en la historia del club. No obstante, el 3 de diciembre, "de mutuo acuerdo" con el Troyes, rescindió su contrato con el club, dejando al equipo como colista de la Ligue 1 con sólo 5 puntos en 16 jornadas.
Brest
En mayo de 2016, se convirtió en el nuevo técnico del Stade Brestois 29. En su primera temporada, la 2016-17, el equipo francés finalizó como 5.º clasificado, quedándose a un solo punto de las posiciones de ascenso; mientras que en el curso 2017-18 también obtuvo la 5.ª posición y se quedó nuevamente a las puertas del éxito al ser eliminado en la promoción de ascenso. Finalmente, en su tercer intento, logró ascender al equipo bretón a la Ligue 1 como subcampeón de la categoría de plata.
Auxerre
El 17 de mayo de 2019, confirmó que dejaba el Stade Brestois 29 para incorporarse al AJ Auxerre. Tres años después, el 29 de mayo de 2022, logró ascender al equipo francés a la Ligue 1, siendo su quinto ascenso como entrenador. El 11 de octubre de 2022, fue cesado en sus funciones.
Caen
El 14 de junio de 2023, se confirmó su llegada al SM Caen para las 2 próximas temporadas. Sin embargo, no llegó a cumplir su contrato, porque fue apartado de sus funciones el 7 de noviembre de 2023, después de no conseguir ninguna victoria en los 9 últimos partidos.

## Clubes

### Como jugador
| Club                 | País    | Temporada | Partidos | Goles |
| -------------------- | ------- | --------- | -------- | ----- |
| Girondins de Burdeos | Francia | 1975-1978 | 51       | 0     |
| Montpellier HSC      | Francia | 1978-1979 | 23       | 0     |
| Stade Lavallois      | Francia | 1979-1980 | 31       | 0     |
| Olympique de Lyon    | Francia | 1980-1982 | 45       | 0     |
| Tours FC             | Francia | 1982-1985 | 123      | 3     |
| SC Bastia            | Francia | 1985-1986 | 36       | 3     |
| Montpellier HSC      | Francia | 1986-1987 | 4        | 0     |
| RC Arras             | Francia | 1987-1988 | -        | -     |
| RC Lens              | Francia | 1988-1989 | 19       | 0     |
| AS Saint-Seurin      | Francia | 1989-1992 | 90       | 4     |
| AS Libourne          | Francia | 1992-1993 | 10       | 0     |

### Como entrenador
| Club                  | País    | Temporada | P   | PG  | PE  | PP  | % v.   |
| --------------------- | ------- | --------- | --- | --- | --- | --- | ------ |
| AS Libourne (cantera) | Francia | 1993-1997 |     |     |     |     |        |
| AS Libourne           | Francia | 1997-1998 |     |     |     |     |        |
| Libourne-Saint-Seurin | Francia | 1998-2004 |     |     |     |     |        |
| Troyes AC             | Francia | 2004-2007 | 103 | 36  | 28  | 39  | 44.01% |
| RC Estrasburgo        | Francia | 2007-2009 | 77  | 27  | 20  | 30  | 43.72% |
| FC Nantes             | Francia | 2009-2010 | 9   | 2   | 1   | 6   | 25.93% |
| Troyes AC             | Francia | 2010-2015 | 228 | 90  | 51  | 87  | 46.93% |
| Stade Brestois 29     | Francia | 2016-2019 | 128 | 63  | 35  | 30  | 58.33% |
| AJ Auxerre            | Francia | 2019-2022 | 20  | 5   | 8   | 7   | 38.33% |
| SM Caen               | Francia | 2023      |     |     |     |     |        |
| Total                 | Total   | Total     | 565 | 223 | 143 | 199 | 47.91% |